# Termalit
Termalit – wyroby termalitowe produkowane z ziemi okrzemkowej, należą do  ceramiki ogniotrwałej. Najczęściej były formowane w kształtki o wymiarach cegły i używane do wykonywania izolacji pieców i kotłów. 